# Seznam hurikánů v Atlantiku v 17. století
Toto je seznam atlantických hurikánů od roku 1600 do roku 1699.

## Seznam

### 1600–1624
| Rok  | Datum                                | Postižené území          |
| ---- | ------------------------------------ | ------------------------ |
| 1600 | 12. září                             | Mexiko                   |
| 1600 | 26.–27. září                         | Kuba, Mexiko             |
| 1601 | neznámé                              | Mexiko                   |
| 1603 | 1.–2. srpna                          | Martinik                 |
| 1605 | 29. září                             | Hispaniola až Kuba       |
| 1605 | neznámé                              | Nikaragua                |
| 1605 | neznámé                              | Hispaniola až Kuba       |
| 1605 | neznámé                              | Venezuela                |
| 1608 | 3. září                              | Mexiko                   |
| 1609 | 25. červencejul./ 4. srpna 1609greg. | Bahamy až Bermudy        |
| 1609 | neznámé                              | Bahamy                   |
| 1614 | 31. srpna                            | Mexiko                   |
| 1615 | 30. srpna                            | Mexiko                   |
| 1615 | 12. září                             | Portoriko až Hispaniola  |
| 1616 | konec září                           | Kuba                     |
| 1622 | 5. září                              | Kuba až Floridský průliv |
| 1622 | 9. září                              | Bermudy                  |
| 1622 | 5. října                             | Kuba                     |
| 1622 | neznámé                              | Starý Bahamský kanál     |
| 1623 | září                                 | Starý Bahamský kanál     |
| 1623 | 29. září                             | Svatý Kryštof            |
| 1623 | začátek října                        | Kuba                     |

### 1625–1649
| Rok  | Datum                              | Postižené území                           |
| ---- | ---------------------------------- | ----------------------------------------- |
| 1625 | 11.–12. září                       | Bahamy                                    |
| 1626 | 15. září                           | Portoriko                                 |
| 1628 | neznámé                            | Mexiko                                    |
| 1631 | 21. října                          | Mexický záliv                             |
| 1634 | 5. října                           | Kuba                                      |
| 1635 | srpen                              | Návětrné ostrovy, Svatý Kryštov, Martinik |
| 1635 | 15. srpnajul./ 25. srpna 1635greg. | Connecticut, Rhode Island, Massachusetts  |
| 1638 | 3. srpnajul./ 13. srpna 1638greg.  | Nová Anglie                               |
| 1638 | 5. srpnajul./ 15. srpna 1638greg.  | Svatý Kryštov                             |
| 1638 | 25. záříjul./ 5. října 1638greg.   | Nová Anglie                               |
| 1638 | 9. říjnajul./ 19. října 1638greg.  | Nová Anglie                               |
| 1638 | říjen                              | Portoriko                                 |
| 1640 | 11. září                           | Kuba                                      |
| 1641 | 27. září                           | Hispaniola až Florida                     |
| 1642 | neznámé                            | Návětrné ostrovy, Martinik                |
| 1642 | září                               | Guadeloupe, Martinik, Svatý Kryštov       |
| 1642 | neznámé                            | Martinik                                  |
| 1643 | 20.–21. srpna                      | Antigua, Barbuda                          |
| 1643 | neznámé                            | Bahamy                                    |
| 1644 | říjen                              | Kuba, Floridský průliv                    |
| 1646 | 17. října                          | Kuba                                      |
| 1649 | neznámé                            | Virginie                                  |

### 1650–1674
| Rok  | Datum                                                                 | Postižené území                 |
| ---- | --------------------------------------------------------------------- | ------------------------------- |
| 1650 | neznámé                                                               | Svatý Kryštov                   |
| 1651 | neznámé                                                               | Martinik                        |
| 1652 | 23.–24. září                                                          | Závětrné ostrovy                |
| 1653 | 13. července                                                          | Barbados až Svatý Vincenc       |
| 1653 | 1. října                                                              | Svatý Vincenc (ostrov)          |
| 1656 | 4. srpna                                                              | Guadeloupe                      |
| 1656 | neznámé                                                               | Antily                          |
| 1657 | neznámé                                                               | Bahamy                          |
| 1657 | neznámé                                                               | Guadeloupe                      |
| 1658 | neznámé                                                               | Antily                          |
| 1660 | neznámé                                                               | Antily                          |
| 1661 | 14. srpna                                                             | Mexiko                          |
| 1664 | září                                                                  | Kuba                            |
| 1664 | 22. října                                                             | Guadeloupe                      |
| 1665 | srpen                                                                 | Závětrné ostrovy                |
| 1665 | 15. září                                                              | Mexiko                          |
| 1665 | říjen                                                                 | Karibik                         |
| 1666 | 4. srpnajul./ 14. srpna 1666greg. – 5. srpnajul./ 15. srpna 1666greg. | Martinik, Guadeloupe            |
| 1666 | 1. září                                                               | Závětrné ostrovy                |
| 1666 | neznámé                                                               | Portoriko                       |
| 1667 | 19. srpna                                                             | Barbados, Nevis                 |
| 1667 | 1. září                                                               | Svatý Kryštov                   |
| 1667 | 27. srpnajul./ 6. září 1666greg.                                      | Severní Karolína až Virginie    |
| 1669 | 17.–23. srpen                                                         | Nevis, Kuba až Severní Karolína |
| 1669 | září                                                                  | Svatý Kryštov                   |
| 1670 | 18. srpna                                                             | Barbados                        |
| 1670 | 7. října                                                              | Jamajka                         |
| 1671 | 22.–25 září                                                           | Mexiko                          |
| 1672 | září                                                                  | Venezuela až Mexiko             |
| 1673 | neznámé                                                               | Portoriko                       |
| 1674 | neznámé                                                               | Mexický záliv                   |
| 1674 | 10. srpna                                                             | Barbados                        |
| 1674 | 19. srpna                                                             | Florida                         |

### 1675–1699
| Rok  | Datum                                                                 | Postižené území                                     |
| ---- | --------------------------------------------------------------------- | --------------------------------------------------- |
| 1675 | 28. srpnajul./ 7. září 1675greg.                                      | Nová Anglie                                         |
| 1675 | 10. září                                                              | Barbados                                            |
| 1675 | 15.–22. září                                                          | Kuba až Mexiko                                      |
| 1676 | červen                                                                | Mexický záliv                                       |
| 1678 | 2.–13 září                                                            | Mexiko                                              |
| 1678 | 14.–19 září                                                           | Mexiko                                              |
| 1680 | 3. srpna                                                              | Martinik                                            |
| 1680 | 11.–23. srpna                                                         | Barbados, Dominikánská republika až Britské ostrovy |
| 1681 | 6. září                                                               | Svatý Kryštof a Nevis                               |
| 1681 | neznámé                                                               | Karibské moře                                       |
| 1681 | neznámé                                                               | Svatý Kryštof a Nevis                               |
| 1683 | 13. srpnajul./ 23. srpna 1683greg.                                    | Severní Karolína, Virginie až Connecticut           |
| 1683 | 16. srpnajul./ 26. srpna 1683greg.—21. srpnajul./ 31. srpna 1683greg. | Atlantik                                            |
| 1683 | 22. října                                                             | Venezuela                                           |
| 1683 | neznámé                                                               | Florida                                             |
| 1686 | 25. srpnajul./ 4. září 1686greg.—26. srpnajul./ 5. září 1686greg.     | Jižní Karolína                                      |
| 1689 | neznámé                                                               | Nevis                                               |
| 1689 | neznámé                                                               | Jamajka                                             |
| 1691 | neznámé                                                               | Antily                                              |
| 1692 | 24. října                                                             | Kuba                                                |
| 1692 | neznámé                                                               | Jamajka                                             |
| 1692 | neznámé                                                               | Belize                                              |
| 1693 | 19. říjnajul./ 29. října 1693greg.                                    | Středoatlantská oblast až Nová Anglie               |
| 1694 | 13. srpna                                                             | Barbados                                            |
| 1694 | 27. září                                                              | Barbados                                            |
| 1694 | 17. října                                                             | Barbados                                            |
| 1695 | 4. října                                                              | Florida Keys                                        |
| 1695 | říjen                                                                 | Martinik                                            |
| 1696 | neznámé                                                               | Kuba                                                |
| 1696 | 23. záříjul./ 3. října 1686greg.—24. záříjul./ 4. října 1686greg.     | Florida                                             |
| 1698 | 12. prosince                                                          | Florida                                             |